# Salsas
Salsas est un canton portugais du district de Bragance au Portugal. Il s’étend sur 25,76 km2 et compte 424 habitants (en 2001).
Sa densité : 16,5 hab/km2.

## Présentation
Avant 1839, le canton se nommait S. Nicolas de Salsas, du nom de l’Archevêque de Braga qui y élu domicile. En 1839 le village a été vendu à la commune de Bragança, en 1840 à celle d'Izeda, éteints par décret du 24 octobre 1855, où il est retourné à celui de Bragance.
Le nom de ce village n'a pas de relation avec le persil - la plante (salsa en portugais). L’assemblée de commune se compose des villages suivants :  Freixeda, Moredo, Salsas, siège de l’assemblée de commune et Vale de Nogueira. C'est un territoire riche en seigle et en châtaigniers. Son saint patron est S. Nicolas.

## Histoire
Autrefois d'importants centres de manufacture de la tuile y ont existé, bien que sous forme artisanale. La tuile produite était utilisée dans la construction d'habitation et autres bâtiments nécessaires au développement de toute la région. En effet, la tuile était acquise par les autres communautés proches de ces centres d'élaboration. Dans ces centres se réalisaient tout le processus de production.
Dans un premier temps, la préparation de la matière première « l'argile » où elle était nettoyée de ses impuretés et malaxée manuellement ou en utilisant la force animale, dans le cas présent, les bovins. Ensuite la tuile était confectionnée dans des moules prédéfinis, où l'on  passait par la phase de séchage qui prenait un certain temps. Puis, la tuile était cuite dans des fours, ceux-ci également construits artisanalement. La tuile cuisait dans ces fours chauffé au bois ou dans des matériaux sélectionnés pour obtenir la meilleure température. À la fin de ce processus et après que les fours est refroidi la tuile, était enlevé et placée dans un grand espace appelé « eira » dans des empileurs ou des « piles » dans des containers dosés pour qu’elles soient vendue et emmenées pour leurs diverses destinations.